# كريستيان نونيز
كريستيان نونيز (بالإسبانية: Christian Núñez)‏ (24 سبتمبر 1982 بمونتفيدو في الأوروغواي - ) هو لاعب كرة قدم أوروغواني في مركز الدفاع. لعب مع إنديبندينتي وناسيونال مونتيفيديو وHuracán Buceo ‏ وإنديبندينتي ديل فال ونادي سيرو وسنترو أتلتيكو فينكس ‏.

## وصلات خارجية
- كريستيان نونيز على موقع قاعدة بيانات كرة القدم.إي يو (الإنجليزية)
- كريستيان نونيز على موقع Soccerway.com (الإنجليزية)
- كريستيان نونيز على موقع AS.com (الإسبانية)